# Frühstück bei Stefanie
Frühstück bei Stefanie war eine von 2008 bis 2013 in 1066 Folgen gesendete Radio-Comedy-Serie des Norddeutschen Rundfunks um das fiktive „Schlemmerbistro“ von Stefanie und ihren drei Gästen. Der Titel ist eine Anspielung an den im Jahre 1958 erschienenen Kurzroman Frühstück bei Tiffany von Truman Capote, welcher 1961 mit Audrey Hepburn in der Hauptrolle erfolgreich verfilmt wurde. So ist auch die Titelmusik der Serie eine Reminiszenz an die Frühstück-bei-Tiffany-Filmmusik Moon River.

## Personen, Inhalt und Stil
In der Sendung diskutierten vier Alltagscharaktere in einem fiktiven kleinen Schlemmerbistro in einer Einkaufsmall in Norddeutschland bei Kaffee und Mettbrötchen die Themen der Zeit. Außer Stefanie Prigge (genannt Steffi, nach ihrer Hochzeit Stefanie Prigge-Felbe; * 30. Oktober 1966), der Inhaberin des Stehtischbistros, traten regelmäßig auf:
- der besserwisserische vorzeitig pensionierte Postbeamte Georg Ahlers (* 4. Februar 1945),[6][7]
- der arbeitslose Profischnorrer und Lebenskünstler Udo Martens (* 23. November 1965),[8][9] der noch bei seiner Mutter lebt, und
- der schwerhörige pyromanisch veranlagte Rentner (seit 1981) und Senior-Casanova Franz „Opa“ Gehrke (* 15. Juni 1916),[10][11] der nach dem Motto „Früher war sowieso alles besser!“ lebt.

Immer mit dabei war auch Steffis Hund Rocky – ein „Urlaubsmitbringsel“ von 2001 aus einem Tierheim in Málaga –, der meist in Bomberjacke vor oder auf dem Tresen saß und von Steffi mit Schmierkäse-Ecken und Mon Chéri – früher auch mit Mettbrötchen – gefüttert wurde.
Steffi ist großer Fan u. a. von den Flippers, Andrea Berg, Kai Pflaume und Jörg Pilawa.
Die Folgen begannen in der Regel mit der Vorstellung der vier Protagonisten Stefanie („Es iss’ ja wie’s iss’“), Herr Ahlers („Ja, dat tut ja nix zur Sache“), Udo („Joah … das kanns’ ham!“) und Opa Gehrke („Steffi, machst’ mir’n Mettbrötchen?“). Auf Opa Gehrkes Frage antwortete Steffi fast immer: „Nee, muss ich erst schmieren. Milch und Zucker nehmt ihr selber, ne?! – Was gibt’s Neues?“ Damit wurden zunächst die tagesaktuellen Themen kurz abgehandelt, wobei alle vier ihre reichhaltigen Lebenserfahrungen einbrachten. Bezeichnend für die Diskussionsrunde waren die trockenen norddeutschen Kommentare, die humoristischen Missverständnisse, das naiv-dumme Aneinandervorbeireden und der deftige Humor aller Beteiligten. Meistens aber einigten sich die vier nach heftiger Diskussion. Dokumentiert wurde dieses oft mit dem Ausspruch „Denn ham wir’s ja!“.
Die Hintergrundmusik, die im Radio von Stefanies Schlemmerbistro lief, war stets  It’s a Real Good Feeling von Peter Kent.
Zum Abschluss jeder Episode fragte meist Georg Ahlers Opa Gehrke: „Rätsel fertig, Franz?“ Dabei ging es immer um eine Frage aus Gehrkes Kreuzworträtsel. Nachdem Opa Gehrke dann eine typische Kreuzworträtselfrage weitergab (z. B. „Aromatisches Getränk mit 3 Buchstaben?“), gab in der Regel Bistro-Inhaberin Stefanie eine scheinbar passende Antwort. Ein Running Gag dabei war, dass stets und sehr variantenreich eine falsche Antwort gegeben wurde (im Beispiel: „Rum“ statt „Tee“) oder eine Antwort, die auf andere Weise den Hörer belustigte (Frage von Opa Gehrke: „Gegenteil von hinten mit 5 Buchstaben?“ – Nachfrage von Stefanie: „Und welcher vorne?“ – Opa Gehrke: „Hab ich noch nix.“ – Stefanie: „Dann weiß ich auch nich …“).
Nach dem letzten gemeinsamen Frühstück der vier in Stefanies Schlemmerbistro gab Opa Gehrke bekannt, dass er nun sein Kreuzworträtsel fertig gelöst habe, worauf Herr Ahlers feststellte, dass sich Franz seit fünf Jahren mit ein und demselben Rätsel beschäftigt hatte, nach Franz’ Aussage ein Jumbo-Rätsel auf einer Doppelseite. Zum Abschluss der Comedy heiratete Stefanie ihren Jugendfreund Bernd „Porky“ Felbe, nachdem dieser überraschend im Standesamt aufgetaucht war und die Hochzeit mit Steffis Verlobten Volker Röhse verhindert hatte. Nach ihrer Hochzeit muss sich Steffi neben dem Schlemmerbistro auch ihrer Ehe widmen, weshalb die Radioöffentlichkeit in Zukunft ausgeschlossen bleibt.

## Crossovers mit anderen Serien
In der Reihe Wir sind die Freeses warten Steffi, Georg, Udo und Franz zu Weihnachten in der Schlange am Postschalter, in der auch Familie Freese steht. Nachdem die einzige Postmitarbeiterin in Ohnmacht gefallen ist und die Gefahr besteht, vor dem Weihnachtsfest könnten keine Pakete mehr ausgegeben werden, übernimmt der Postbeamte a. D. Georg Ahlers die Ausgabe. Frühstück bei Stefanie und Wir sind die Freeses teilen sich somit ein Serienuniversum.

## Autoren und Sprecher
Die Sendung stammt von den NDR-2-Redakteuren Andreas Altenburg (Wer piept denn da?, Detzer & Nelling) und Harald Wehmeier (Neues aus Stenkelfeld, Münte aktuell). Die vier Rollen wurden von Altenburg (Steffi, Udo) und Wehmeier (Herr Ahlers, Opa Gehrke) auf einzelne Tonspuren gesprochen und anschließend von einem Techniker zu dem Gespräch zusammengeschnitten. Als einzige Stimme wurde die von Stefanie in der Tonhöhe verändert.
Als Gastsprecher wirkten u. a. mit:
- Til Schweiger als Udos Mutter[21][22]
- Sky du Mont als Herrchen von Amber, dem Resultat einer ungewollten Paarung zwischen Rocky und der Collie-Dame Sandy, bis zur Rückgabe Ambers an Stefanie[23][24][17]
- Kai Pflaume als Überbringer einer Versöhnungsbotschaft von Steffis Lover Rolf Reuss[25]
- Andrea Berg, die telefonisch Stefanie nachträglich zu ihrem 45. Geburtstag gratuliert, ein Geschenk der drei Stammgäste durch einen Kreuzworträtselgewinn[26]
- Olli Dittrich in verschiedenen Rollen im Finale, u. a. als Bernd Felbe[17]
- ein 10-jähriger Hörer als kleiner Junge, der vergeblich nach Centershock-Brausekaugummi und Panini-Sammelbildern fragt[27]
- eine Hörerin als Georgs Freundin Marion (von Steffi oft falsch „Monica“ genannt)[28][29]
- zwei Hörer, die als Maler im Bistro arbeiten und dieses schließlich genervt verlassen[30][31]
- ein Hörer in der Rolle eines Postboten, der bei Steffi ein Paket für ihren Nachbarn abgibt[32][33]

## Sendepausen
In den Sommermonaten ging die Sendung regelmäßig für etwa vier bis fünf Wochen in eine Sommerpause; während dieser Zeit wurden entweder Wiederholungen gesendet oder durch das „Steffi-ABC“ („Frühstück bei Stefanie von A bis Z“) bzw. das Steffi-Lexikon ersetzt. Die vier Protagonisten machten in dieser Zeit häufiger gemeinsam Urlaub: 2010 war dies eine Busreise an die Costa Brava, die Opa Gehrke in einem Kreuzworträtsel gewonnen hatte, im Jahr 2011 fuhren die vier gemeinsam in den Europapark Rust. Die Reisen sind als Hörspiele auf der zweiten und dritten CD der Reihe als Bonus zu hören.
Anlässlich der schweren Erdbeben in Japan und der folgenden Nuklearkatastrophe von Fukushima wurde vom 14. bis 18. März 2011 keine Sendung ausgestrahlt.
Vor der Weihnachtspause 2012 erhielt Udo wegen des von ihm im Bistro angerichteten Chaos von Steffi Hausverbot,  nachdem diese Udo mit der Bistroleitung beauftragt hatte, während sie zusammen mit ihrem neuen Freund Volker Röhse eine Vorstellung des Musicals Rocky in Hamburg besuchte. Die nächsten Folgen wurden zuerst ohne Udos Stimme, dann auch ohne die von Opa Franz  gesendet, der aus Sympathie für Udo das Bistro verließ. In der letzten Folge im alten Jahr  kam es dann zur Versöhnung zwischen Stefanie und allen Bistrobesuchern. Vom 24. Dezember 2012 bis zum 4. Januar 2013 wurden keine neuen Folgen ausgestrahlt.

## Ausstrahlung
Die Satire-Sendung wurde seit dem 1. September 2008 im Frühprogramm von NDR 2 montags bis freitags um 7:17 Uhr ausgestrahlt. Wiederholungen liefen um 16:45 Uhr sowie in mindestens zwei weiteren über den Tag verteilten Ausgaben. Der NDR bot die Sendungen auch als Podcast an.
Seit dem 13. September 2010 wurden die morgendlichen Hörfunk-Folgen ab 18:45 Uhr in der Sendung DAS! als animierter Comic ausgestrahlt. Die Animationen entwarf der Hamburger Comiczeichner Piero Masztalerz. Produziert wurden die insgesamt 626 Folgen vom Studio HD Entertainment in Hannover. Die Zeichentrick-Folgen gab es auch als Video im Internet. Das NDR Fernsehen strahlte am 2. Januar 2011 in seiner DAS!-Jubiläumssendung eine Sonderfolge Frühstück bei Stefanie aus, welche nur als animierter Comic gesendet wurde.
Am 2. April 2011 waren die vier Charaktere zu Gast in der Sendung Funtastic Saturday und kommentierten die gespielten Lieder. Am 28. April 2012 sendete NDR 2 vier Stunden lang mit den Stimmen von Steffi, Udo, Georg und Opa Franz – live gesprochen von  Andreas Altenburg und Harald Wehmeier – aus einer echten Diskothek in Seevetal bei Hamburg. Alle Eintrittskarten für die Veranstaltung Midnight – Hitnight aus Steffis Lieblingsdisco wurden verlost. Bei einer weiteren Veranstaltung Hitnight im Midnight, die NDR 2 am 20. April 2013 live aus einer Diskothek in Bevern sendete, trat Udo Martens mit seinem Song Summerfeeling pur („Ich bin bräuner wie du“) auf. Außerdem moderierte Stefanie Prigge-Felbe am 11. April 2014 im Rahmen der NDR-Aktion 5 Frauen für Ponik drei Stunden lang zusammen mit Holger Ponik den NDR 2 Morgen. In der Sendung sangen beide das Duett Äschpäschelli For Yuh.
Am 14. Juni 2013 ging die Comedy-Serie Frühstück bei Stefanie zu Ende, da Autor und Sprecher Harald Wehmeier den NDR als festangestellter Redakteur verließ. Diese letzte, fast 10 Minuten lange Episode spielte nicht wie sonst im Frühstücksbistro, sondern im Standesamt. Vom 5. August 2013 bis zum 1. August 2014 wurde ein Best Of mit Wiederholungen von Folgen aus den vergangenen fünf Jahren gesendet.
In Nachfolge von Frühstück bei Stefanie gab es auf NDR 2 vom 6. September 2013 bis zum 1. August 2014 wöchentlich immer freitags um 6:16 Uhr und 8:18 Uhr Udo Martens – so seh’ ich es von Andreas Altenburg. Ab dem 8. September 2014 wurde auf NDR 2 die ebenfalls von Andreas Altenburg entwickelte neue Comedy-Serie Wir sind die Freeses über Rosi, Bianca und Svenni Freese und ihren Untermieter Heiko Postel gesendet.
Seit dem 4. Juli 2022 wird die Serie werktäglich auf NDR 1 Welle Nord dreimal und auf NDR 1 Niedersachsen, NDR 1 Radio MV sowie NDR 90,3 zweimal ausgestrahlt.

## Veröffentlichungen

### CD- und DVD-Veröffentlichungen
- 2009: Doppel-CD Frühstück bei Stefanie (mit den beliebtesten Folgen sowie exklusivem Material wie Interviews, Rezepten und einem Director’s Cut)
- 2010: Dreifach-CD Frühstück bei Stefanie – „Was gibt’s Neues?“ (inkl. Bonusmaterial „Urlaub an der Costa Brava“ und „Steffi-ABC“ als Sonderedition)
- 2010: Doppel-CD Frühstück bei Stefanie – „Was gibt’s Neues?“ (inkl. Bonusmaterial „Urlaub an der Costa Brava“)
- 2011: DVD Frühstück bei Stefanie – „… siehste!“ (Folge 1–50; inkl. Bonusmaterial Folge „Badschrank“, einem Making-of zur Folge „Kloßbrühe“ und weiterem Bonusmaterial)
- 2011: Doppel-CD Frühstück bei Stefanie 3 – „Allein schon…!“ (inkl. Bonusmaterial „Die Wahrheit über den Camping-Urlaub“)
- 2012: Doppel-CD Frühstück bei Stefanie 4 – „Zack! Bumm! Bongjour!“ (inkl. Bonusmaterial „Das total perfekte Dinner“ bei Steffi, Udo, Georg und Franz zu Hause)
- 2012: DVD Frühstück bei Stefanie DVD 2 – „Ach kuck an!“ (Folge 51–100; inkl. Bonusmaterial)
- 2013: Single-CD Summerfeeling pur (Ich bin bräuner wie du) (der Frühstück bei Stefanie Sommerhit feat. Udo Martens; inkl. Karaoke und Club Remix)
- 2013: Dreifach-CD Frühstück bei Stefanie 5 – „100 % Gänsehaut“ (inkl. dem Single-Hit „Summerfeeling pur“ und der Bonus-CD „Alles zu Steffis Hochzeit“ mit Bonusmaterial „Die ganze Wahrheit über die Hochzeitsfeierlichkeiten“)
- 2014: DVD Frühstück bei Stefanie DVD 3 – „Der Frosch ist gelutscht!“ (weitere 50 Folgen; mit Bonusmaterial; inkl. der allerletzten Folge im XXL-Format)

### Buchveröffentlichungen
2014 veröffentlichte der Rowohlt-Taschenbuchverlag den von Piero Masztalerz gezeichneten Comic Frühstück bei Stefanie – Nix wie wech!, der eine gemeinsam unternommene Urlaubsreise von Stefanie und ihren Gästen in das Hotel Sonnenhof von Andrea Berg zum Inhalt hat. Die Geschichte kombiniert dabei verschiedene Elemente älterer Folgen der Serie mit auf CD-Veröffentlichungen enthaltenen Bonus-Tracks.

## Auszeichnungen
Am 8. September 2011 erhielten Andreas Altenburg und Harald Wehmeier für Frühstück bei Stefanie den Deutschen Radiopreis in der Kategorie „Beste Comedy“. Wie die Jury urteilte, lassen die vier Protagonisten „das alltäglich Banale ernsthaft erscheinen, das Ernsthafte wiederum alltäglich und banal – so dass es auf diese Weise urkomisch wirkt“.

## Verweise auf „Frühstück bei Stefanie“
In seiner Predigt zum Bibeltext „Unter Feigenbaum und Weinstock“ (Mi 4,4–5 ) beim Abschlussgottesdienst des 34. Deutschen Evangelischen Kirchentags im Hamburger Stadtpark zitierte der anglikanische Bischof Nicholas Baines aus Bradford den täglichen Ausspruch Stefanies: 

„Eine beliebte Comedy-Serie im Norddeutschen Rundfunk spielt in einem Schlemmerbistro. Ein geflügelter Satz von Bistrobesitzerin Stefanie lautet ‚Es is’ ja wie es is’ …‘ So ist die Welt eben. Aber die Bibel untergräbt unser Verständnis der Wirklichkeit. Sie fordert uns heraus, Gott, die Welt und uns anders anzusehen. Die Welt muss nicht so sein, wie sie jetzt ist!“